# Фридрих II фон Гозек
Фридрих II фон Гозек (на немски: Friedrich II von Goseck; * между 1000 и 1030; † 27 май 1088, Барби) от род Бурхардинги, е граф на Гозек, фогт на Херсфелд и от 1056 до 1088 г. пфалцграф на Саксония.

## Биография
Той е вторият син на пфалцграф Фридрих I фон Гозек († 1042) и съпругата му Агнес фон Ваймар, вероятно дъщеря на Вилхелм II, граф на Ваймар и херцог на Тюрингия.
Брат му Дедо († 1056) е от 1043 г. пфалцграф на Саксония, а брат му Адалберт († 1072) е от 1043 г. архиепископ на Хамбург-Бремен.
Фридрих II наследява убития си брат Дедо през 1056 г. като пфалцграф на Саксония. През 1063 г. той тръгва за Унгария. Фридрих II ръководи саксонската опозиция. След битката при Хомбург на Унструт той трябва да се подчини и през 1075 г. император Хайнрих IV го изгонва в Павия, където е затворен за една година и половина.
На 7 август 1078 г. Фридрих II е командир на саксонската войска в битката при Мелрихщат. През 1085 г. той се подчинява напълно и се оттегля. Наследен е като пфалцграф от внукът му Фридрих IV фон Гозек.

## Фамилия
Фридрих II се жени пр. 1063 г. за Хедвиг от Бавария (ex Bavaria oriunda). Те имат един син:
- Фридрих III фон Гозек (* 1065; † 1085 убит), граф на Путелендорф, женен ок. 1081 г. за Аделхайд фон Щаде (1065 – 1110)